# Initiative Deutsche Sprache
Die Initiative Deutsche Sprache war eine gemeinnützige GmbH, die das Interesse an der deutschen Sprache im Inland und im Ausland wecken wollte.
Sie wurde im Dezember 2004 gemeinsam vom Goethe-Institut und der Gemeinnützigen Hertie-Stiftung als zu gleichen Teilen beteiligten Gesellschaftern für eine Laufzeit von 5 Jahren in Berlin gegründet. Die Eintragung in das Handelsregister erfolgte 2005 auf Basis eines Gesellschaftsvertrags vom 30. November 2004 unter dem Namen Deutsch Plus gemeinnützige GmbH. Geschäftsführer waren zu diesem Zeitpunkt Gabriele Stiller-Kern und Falk Wellmann. Der Gesellschaftszweck wurde wie folgt beschrieben: „Förderung des Sprachbewusstseins und die Wiederbelebung der Sprachkultur in Deutschland als auch die Stärkung der deutschen Sprache im Ausland. Der Satzungszweck wird insbesondere verwirklicht durch die Förderung von Aktivitäten und Projekten zur Sensibilisierung für die deutsche Sprache und durch Aus- und Fortbildung Jugendlicher und Erwachsener im Bereich Deutsch als Fremdsprache“. Mitte 2005 erfolgte die Umbenennung zu Initiative Deutsche Sprache IDSP gemeinnützige GmbH. 2008 wurde Antje Becker, Geschäftsführerin der Hertie-Stiftung, Geschäftsführerin und anschließend Liquidatorin. Ihre beiden Vorgänger waren zuvor ausgeschieden. Am 16. April 2009 beschloss die Gesellschafterversammlung die Auflösung der Gesellschaft zum 30. Juni 2009. Am 18. Oktober 2010 vermerkte das Amtsgericht Charlottenburg das Erlöschen der Gesellschaft.
Partner waren die Heinz Nixdorf Stiftung und der Stifterverband für die Deutsche Wissenschaft. Sie stand unter der Schirmherrschaft des Bundespräsidenten Horst Köhler (CDU). Vorsitzende des Kuratoriums war die Bundestagsabgeordnete Gitta Connemann(CDU). Zum Ende des Jahres 2009 verfügte die Gesellschaft über liquide Mittel in Höhe von rund 571.000 Euro, ein Jahr später über rund 311.000 Euro.
Zu den umfangreichsten Veranstaltungen der Initiative gehört der Sprachwettbewerb Internationale Deutscholympiade mit Teilnehmern aus 40 Ländern im Jahr 2008. Das Format wurde anschließend vom Goethe-Institut fortgeführt. Andere Veranstaltung, wie etwa die Wahl des schönsten ersten Satzes eines deutschsprachigen Literaturwerks, blieben Einzelereignisse.